# LADA Largus
LADA Largus (лат. largus; Лада Ларгус) — российский автомобиль малого класса, представляющий собой переименованный и приспособленный под российский рынок автомобиль Dacia Logan MCV первого поколения (2006 г.), созданный на платформе «В0» и выпускавшийся в Румынии. Является продуктом СП «Renault-Nissan-АвтоВАЗ». С 2015 года модель отличалась от исходного иностранного автомобиля комплектацией двигателями от платформы «Лада Гамма», разработки Волжского автомобильного завода.
Первый автомобиль LADA Largus сошёл с конвейера «АвтоВАЗ» 17 июня 2011 года. Причём первые собранные экземпляры данной модели предназначались для заводских испытаний. Серийное производство Largus началось 4 апреля 2012 года на новой линии B0, первом совместном проекте «АвтоВАЗа» и альянса Renault-Nissan. Линия рассчитана на выпуск 70 тыс. LADA Largus, 70 тыс. Nissan Almera и 140 тыс. машин марки Renault, инвестиции в её создание составили около 400 млн евро. В 2019 году выпуск автомобиля в исходном виде завершён.
Локализация производства, на момент запуска составлявшая более 50 %, по состоянию на июнь 2012 года составляет 62 % и, как предполагается, в будущем будет доведена до 72 %.

## Первая серия (2012 - 2021)
Первая серия LADA Largus выпускалась с 2012 по 2021 год.
Подразделение АВТОВАЗа «ВИС-АВТО» на платформе LADA Largus выпускает специальные коммерческие фургоны и авторефрижераторы различного назначения.

### Рестайлинг 2019 года
В 2019 году LADA Largus прошёл лёгкий фейслифт. Изменилась решётка радиатора, на ней же появилась трёхмерная ладья, также как и на руле и колёсных колпаках. Сзади шильдик "LADA" стал больше.

#### LADA Largus #CLUB
В 2019 году появилась версия #CLUB. Она имеет несколько отличий от обычного универсала: 
- чёрный цвет корпусов зеркал;
- новый стиль 16-дюймовых дисков;
- специальная вышивка #CLUB на сиденьях;
- шильдик #CLUB;
- задние датчики парковки.

С 2021 года выпуск данной модификации прекращён.

## Вторая серия (с 2021 г.)
Вторая серия LADA Largus выпускается с 2021 года.

### Рестайлинг 2021 года
В феврале 2021 года началось серийное производство рестайлингового Largus. Автомобиль получил новую переднюю часть кузова в «икс-стиле»: изменились передний бампер, капот, передние крылья, решётка радиатора, фары, диски колёс и наружные зеркала; новые детали интерьера: руль, панель приборов и передние сиденья с развитой боковой поддержкой. Базовый двигатель ВАЗ-11189 был заменён новым двигателем ВАЗ-11182.
С 2021 года производилась на заводе в Тольятти.
С мая 2024 года серийно производится на автозаводе Лада Ижевск, к октябрю 2024 года выпущено более 25 тысяч автомобилей LADA Largus.

## Версии и комплектации автомобиля
| LADA Largus универсал                                                         | LADA Largus Cross                                                             | LADA Largus фургон                                                   |
| ----------------------------------------------------------------------------- | ----------------------------------------------------------------------------- | -------------------------------------------------------------------- |
| 1,6 л 8-кл. (90 л. с.), 5МТ Classic 5 мест (KS025-A0-L50)                     | 1,6 л 16-кл. (106 л. с.), 5МТ Comfort 5 мест (KS045-A1-XL5)                   | 1,6 л 8-кл. (90 л. с.), 5МТ Classic (FS025-A0-C50)                   |
| 1,6 л 8-кл. (90 л. с.), 5МТ Classic 5 мест (KS025-A0-L50)                     | 1,6 л 16-кл. (106 л. с.), 5МТ Comfort 7 мест (RS045-A1-XL5)                   | 1,6 л 8-кл. (90 л. с.), 5МТ Classic Start (FS025-A0-C51)             |
| 1,6 л 8-кл. (90 л. с.), 5МТ Classic 5 мест Start Plus (KS025-A0-L58)          | 1,6 л 16-кл. (106 л. с.), 5МТ Comfort 5 мест Multimedia (KS045-A1-XL6)        | 1,6 л 8-кл. (90 л. с.), 5МТ Classic Start Plus (FS025-A0-C52)        |
| 1,6 л 8-кл. (90 л. с.), 5МТ Comfort 5 мест (KS025-A1-L50)                     | 1,6 л 16-кл. (106 л. с.), 5МТ Comfort 5 мест Multimedia Winter (KS045-A1-XL7) | 1,6 л 8-кл. (90 л. с.), 5МТ Comfort (FS025-A1-C50)                   |
| 1,6 л 16-кл. (106 л. с.), 5МТ Comfort 5 мест (KS045-A1-L50)                   | 1,6 л 16-кл. (106 л. с.), 5МТ Luxe 5 мест (KS045-A2-XL5)                      | 1,6 л 16-кл. (106 л. с.), 5МТ Comfort (FS045-A1-C50)                 |
| 1,6 л 8-кл. (90 л. с.), 5МТ Comfort 7 мест (RS025-A1-L50)                     | 1,6 л 16-кл. (106 л. с.), 5МТ Comfort 7 мест Multimedia (RS045-A1-XL6)        | 1,6 л 8-кл. (90 л. с.), 5МТ Comfort Multimedia (FS025-A1-C53)        |
| 1,6 л 16-кл. (106 л. с.), 5МТ Comfort 7 мест (RS045-A1-L50)                   | 1,6 л 16-кл. (106 л. с.), 5МТ Comfort 7 мест Multimedia Winter (RS045-A1-XL7) | 1,6 л 16-кл. (106 л. с.), 5МТ Comfort Multimedia (FS045-A1-C53)      |
| 1,6 л 16-кл. (106 л. с.), 5МТ Comfort 5 мест Multimedia (KS045-A1-L53)        | 1,6 л 16-кл. (106 л. с.), 5МТ Luxe 7 мест (RS045-A2-XL5)                      | 1,6 л 8-кл. (90 л. с.), 5МТ Comfort Multimedia Plus (FS025-A1-C54)   |
| 1,6 л 16-кл. (106 л. с.), 5МТ Luxe 5 мест (KS045-A2-L50)                      | 1,6 л 16-кл. (106 л. с.), 5МТ Luxe 5 мест Prestige (KS045-A2-XL9)             | 1,6 л 16-кл. (106 л. с.), 5МТ Comfort Multimedia Plus (FS045-A1-C54) |
| 1,6 л 16-кл. (106 л. с.), 5МТ Comfort 7 мест Multimedia (RS045-A1-L53)        | 1,6 л 16-кл. (106 л. с.), 5МТ Luxe 7 мест Prestige (RS045-A2-XL9)             |                                                                      |
| 1,6 л 16-кл. (106 л. с.), 5МТ Comfort 7 мест Multimedia Winter (RS045-A1-L54) |                                                                               |                                                                      |
| 1,6 л 16-кл. (106 л. с.), 5МТ Luxe 7 мест (RS045-A2-L50)                      |                                                                               |                                                                      |
| 1,6 л 16-кл. (106 л. с.), 5МТ Luxe 5 мест Prestige (KS045-A2-L56)             |                                                                               |                                                                      |
| 1,6 л 16-кл. (106 л. с.), 5МТ Luxe 7 мест Prestige (RS045-A2-L56)             |                                                                               |                                                                      |

## Модификации

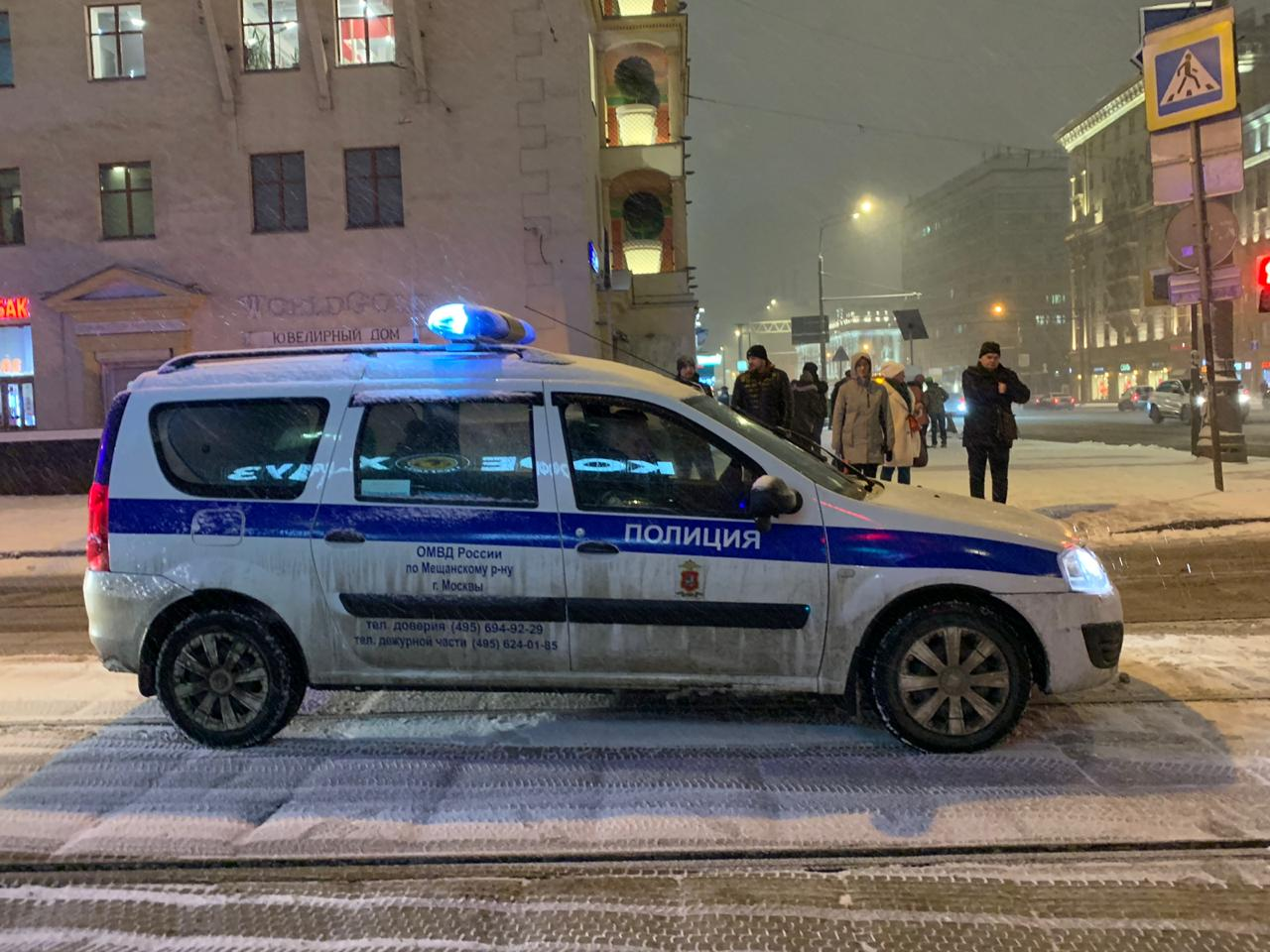
Полицейский LADA Largus

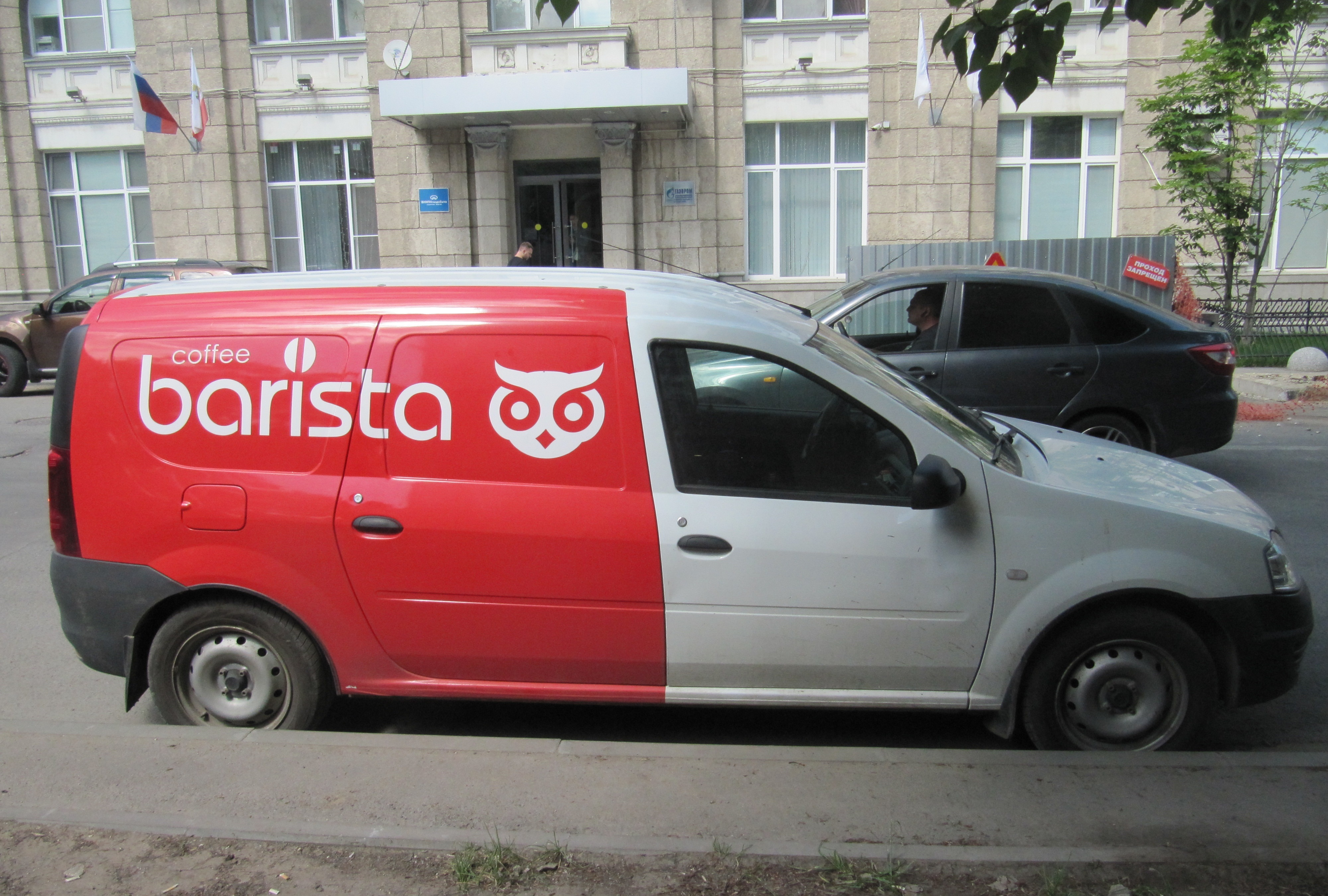
Фургон Lada Largus

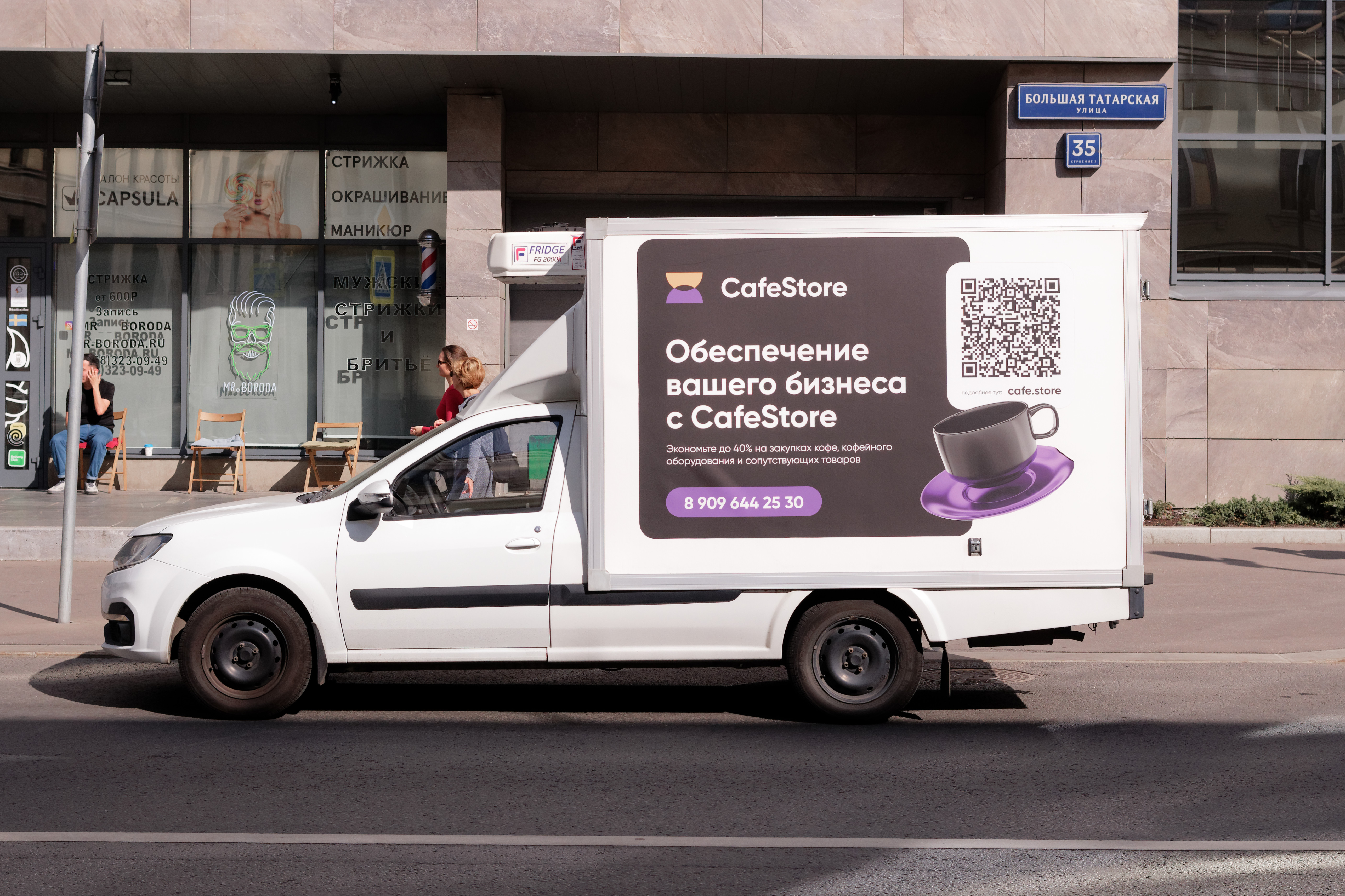
Фургон Lada Largus Prima

### Largus R90
Пассажирский универсал предлагается в 5- и 7-местном исполнении. Объём багажника у пятиместной версии Largus составляет 560 л. У семиместного автомобиля он равен всего 135 л.

### Largus F90
Грузовой фургон, в отличие от Largus R90, модель F90 имеет глухие задние и боковые панели.

### Largus Cross
Как и обычный Largus, предлагается в 5- и 7-местном вариантах. В 2016 году, в честь своего 50-летия АвтоВАЗ представил Largus Cross Black Edition. От стандартной версии отличается новыми чёрными дисками, крышей и боковыми зеркалами.

### Largus CNG
Версия автомобиля с ГБО, запущена в производство в январе 2019 года. В 2021 году выпуск временно приостановлен.

### e-Largus
В декабре 2022 года в Ижевске началось опытное производство электрической версии LADA Largus. Планируется, что модель e-Largus будет выпускаться как в пассажирской версии, так и в версии коммерческого фургона. Доля использования комплектующих в LADA e-Largus от российских производителей составляет 50 %.
25 сентября 2024 года «АвтоВАЗ» на своей площадке Lada Ижевск запустил выпуск электромобиля Lada e-Largus, который позиционировался как первый российский электромобиль с отечественной батареей глубокой локализации. Планируется производство пассажирской версии с запасом хода 420 км и коммерческого универсала — от 320 км. Уровень локализации электромобиля превышает 50%.
Начальная цена электрического Lada e-Largus с учетом субсидии для покупателей электромобилей составляет 2 990 000 рублей. Эта стоимость относится к грузовой версии фургона, а цену универсала объявят позже, заявил Максим Соколов.
В июне 2025 года АвтоВАЗ возобновил продажи битопливных Lada Largus CNG в кузовах универсал и фургон. Все версии идут в богатой комплектации Enjoy и оснащены 1.6-литровым двигателем на бензине и метане, а также 5-ступенчатой «механикой». Универсал стоит от 2 221 500 рублей, а фургон — от 2 176 500. 

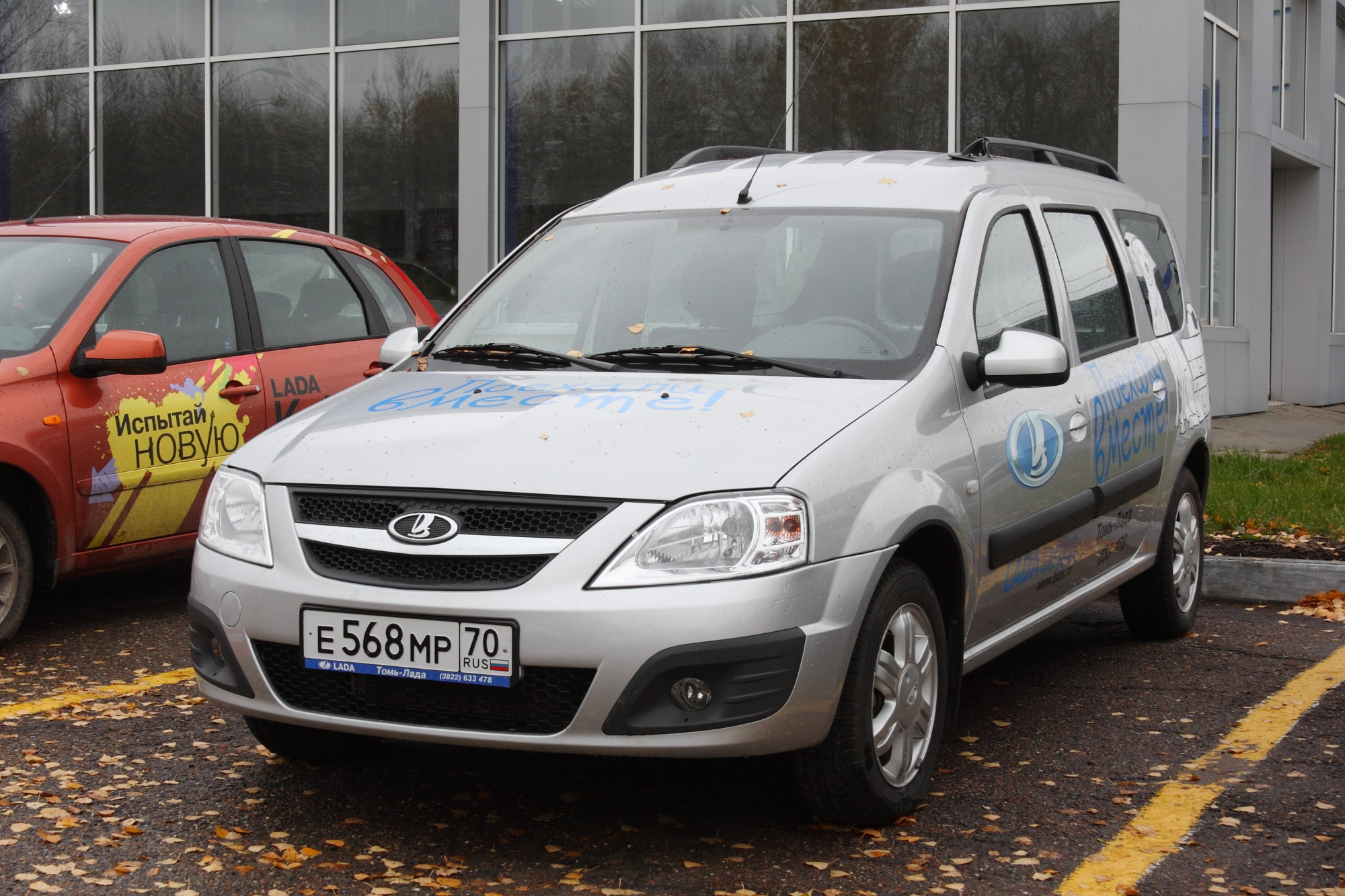
Пассажирский универсал вид спереди. Версия до рестайлинга
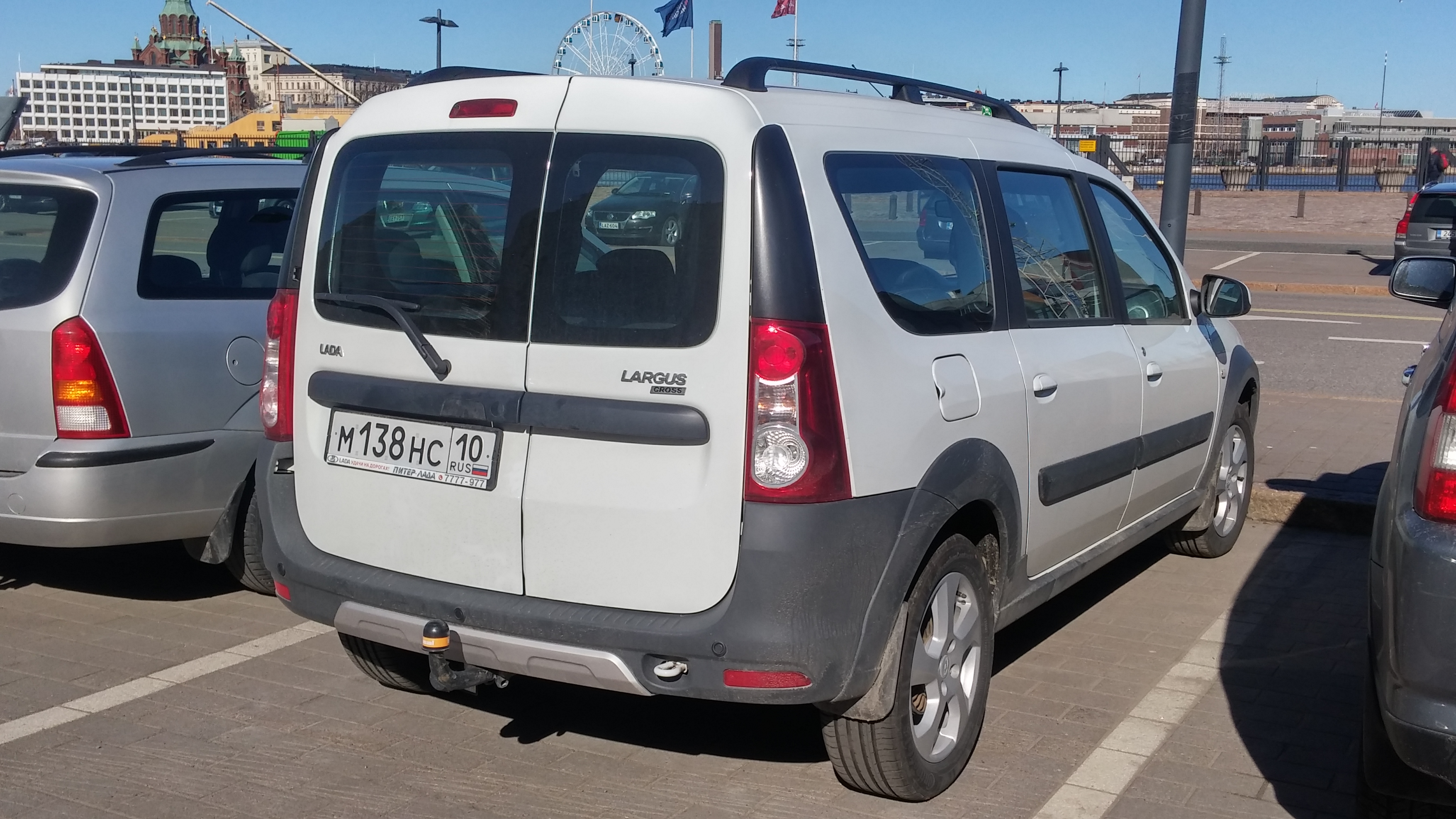
Вид сзади
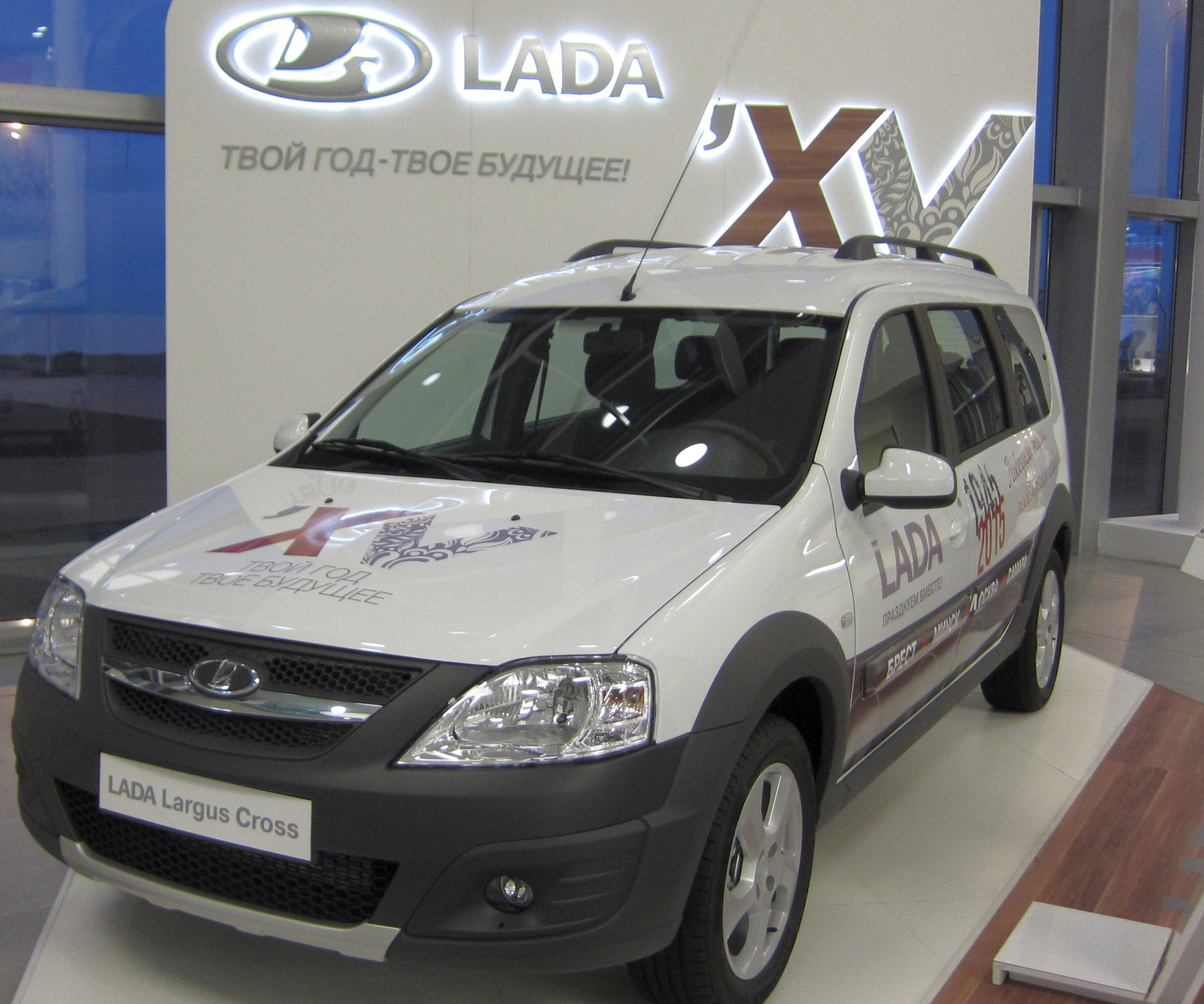
Lada Largus Cross. Версия до рестайлинга